# Collégiale Sainte-Walburge d'Audenarde

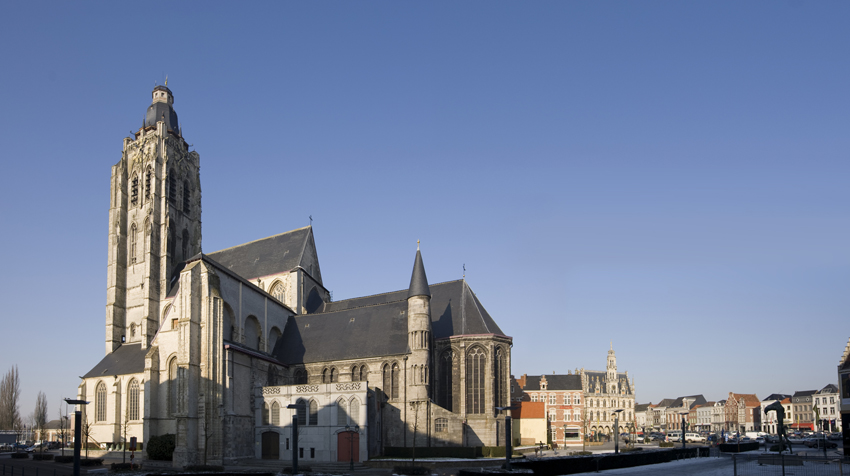
La collégiale Sainte-Walburge et l'hôtel de ville sur la Grand-Place

La collégiale Sainte-Walburge est un édifice religieux catholique dédié à Walburga , la patronne d'Audenarde, située à Audenarde, près de l'hôtel de ville et dont le chevet se trouve sur la Grand'Place.
La tour de la collégiale (1498-1624) a une hauteur 88 m et sert de repère dans la région.

## Historique
Les archives mentionnent une église à nefs juxtaposées et toitures indépendantes sur ce lieu au XIIe siècle. La collégiale est reconstruite en 1150 après un incendie en 1126. La construction de l'édifice s'est poursuivie au XIIIe siècle. Son chevet, à l'est, présente alors trois pans possédandant chacun par une fenêtre et flanqués de tourelles. 
Le chœur à pans coupés, appelé chœur bourguignon, est ajouté en 1406-1408. Le gros-œuvre de la tour est commencé vers 1422 et s'est continué jusqu'en 1500. Le vaisseau central de la nef est commencé en 1506 après la démolition de l'ancienne nef à partir de 1501. Le bas-côté sud et ses chapelles est terminé en 1509. Le collatéral nord et ses chapelles est achevé en 1510. La voûte de la nef se termine vers 1514. La construction de l'église se poursuit lentement entre 1514 et 1532. Les travaux de finition de l'église sont abandonnés en 1532. L'architecte d'Audenarde Simon I de Pape a réalisé l'exhaussement de la tour occidentale à partir de 1615. Il en a dirigé tous les travaux jusqu'à son achèvement en 1627. Elle est surmontée d'une flèche flanquée de quatre tourelles.
Un transept est prévu mais sa construction s'est arrêtée en 1529. Il est resté inachevé. D'après le comte de Borchgrave d'Altena, avec le transept à bas-côtés, le chœur aurait dû être agrandi et avoir trois travées, se terminant par une abside avec un déambulatoire et des chapelles rayonnantes.
L'intérieur médiéval de l'église a été détruit par les iconoclastes, en 1566. L'église a été remeublée progressivement aux XVIIe et XVIIIe siècles.
La foudre a détruit la flèche en 1804. Elle n'a jamais été reconstruite.
L'église a été fortement endommagée pendant la bataille de l'Escault, en novembre 1918. Elle a été encore bombardée en 1940. Elle n'a été restaurée qu'en 1949.
L'église a été restaurée en 2019.

## Description
La collégiale Sainte-Walburge a la particularité de présenter la juxtaposition de deux styles :
- un chœur du XIIIe siècle en gothique scaldien ancien, vestige de l'église d'origine,
- une nef de quatre travées est de style gothique brabançon.

Les parties les plus anciennes ont été édifiées en pierres de Tournai. Les parties les plus récentes utilisent la pierre de Balegem.

## Source
- (nl) Cet article est partiellement ou en totalité issu de l’article de Wikipédia en néerlandais intitulé « Sint-Walburgakerk (Oudenaarde) » (voir la liste des auteurs).